# Bernart Alanhan de Narbona
Bernart Alanhan de Narbona (...segle xiii...) fou un trobador occità. Se'n conserva només una composició.

## Vida
Bernart Alanhan és un trobador menor, conegut només per un sirventès, transmès per un sol cançoner, el C. Pel seu nom, se suposa que era de Narbona. Es tracta d'un sirventès de tipus moral on es lamenta del mal que s'escampa pel món, que no reconeix la llei de Déu. L'al·lusió al vers 16 don perdem la ciutatz sancta ("així perdem / hem perdut la ciutat santa"), on el verb pot tant ser present o pretèrit, ha portat a discutir la datació del poema amb relació a la caiguda de Jerusalem. Tanmateix no hi ha un acord definitiu entre els estudiosos.

## Obra
- (53,1)[2] No puesc mudar qu’ieu non diga